# مرجاس (فطر)
المرجاس (الاسم العلمي: Auriscalpium) هو جنس من الفطريات يتبع الفصيلة المرجاسية من رتبة الروسوليات. يتميز بجداره الخشن، أبواغه النشوية المتدلية من عمود. من الشائع أن تجده في نصف الكرة الأرضية الشمالي وقد نمى على مخاريط الصنوبر الناضجة المدفونة في التراب. يعود أصل الكلمة إلى الكلمة اللاتينية auris, والتي تعني الأذن و scalpo, والتي تعني «أنا أحك» ليصبح معنى الاسم ear pick «الخلال الأذني» أي أداة تنظيف الأذن.

## أنواع فطر المرجاس
- مرجاس أصفر
- مرجاس أنديزي
- مرجاس رقيق
- مرجاس شائع
- مرجاس غربي
- مرجاس قبيبي
- مرجاس لحوي
- مرجاس مقطع الأوراق
- مرجاس وبري الساق